# (26205) Kuratowski
(26205) Kuratowski est un astéroïde de la ceinture principale.

## Description
(26205) Kuratowski est un astéroïde de la ceinture principale. Il fut découvert le 11 juin 1997 à Prescott (Arizona) par Paul G. Comba. Il présente une orbite caractérisée par un demi-grand axe de 2,56 UA, une excentricité de 0,15 et une inclinaison de 15,7° par rapport à l'écliptique.

## Compléments